# Conrado de Gelnhausen
Conrado de Gelnhausen (1320-1390) fue un teólogo y canonista alemán, y uno de los primeros teóricos del conciliarismo a fines del siglo XIV.
No se cuenta con mucha información sobre su vida. Se recibió de bachiller en la Universidad de París en 1344. Durante veinte años estuvo en diversas partes de Alemania, al menos por cuanto se puede colegir por sus prebendas.
Desde 1380 participó en los debates para buscar una vía de salida al cisma de Occidente. Escribió la Epistola brevis y la Epistola concordiae que hacen un llamado a la celebración de un concilio general. 